# Lâu đài Frankenstein

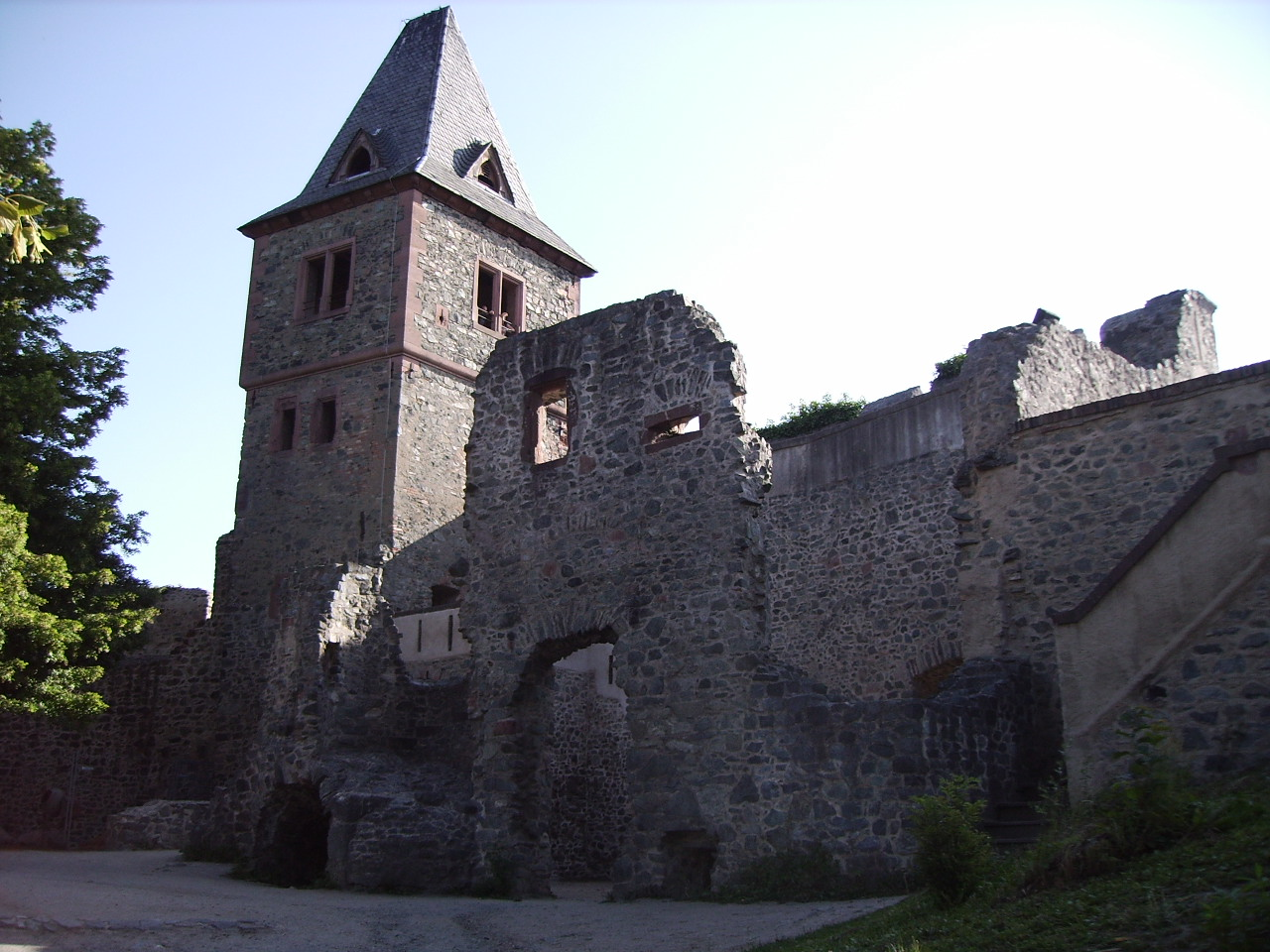
Phế tích lâu đài Frankenstein

Lâu đài Frankenstein (tiếng Đức: Burg Frankenstein) là một lâu đài trên đỉnh đồi ở Odenwald nhìn ra thành phố Darmstadt ở Đức. Người ta cho rằng lâu đài này có thể là nguồn cảm hứng cho Mary Shelley khi bà viết cuốn tiểu thuyết Frankenstein; or, The Modern Prometheus vào năm 1818.

## Vị trí
Lâu đài EFrankenstein nằm ở phía nam Hesse, Đức, trên các đoạn của dãy núi Odenwald ở độ cao 370 m (1.210 ft)  gần vùng ngoại ô phía nam của Darmstadt. Đây là một trong nhiều lâu đài lịch sử dọc theo Tuyến đường Hessian Bergstraße, nổi tiếng với những vườn nho và khí hậu ôn hòa.

## Nghĩa của "Frankenstein"
Frankenstein là một tên tiếng Đức gồm hai từ: Franks là một bộ lạc Giéc-manh và "stein" nghĩa là "đá". Do đó, nghĩa của Frankenstein là "Hòn đá của người Franks". Từ "stein" là phổ biến trong tên của cảnh quan, địa điểm và lâu đài ở Đức. Do đó, thuật ngữ "Frankenstein" là một tên khá bình thường đối với một lâu đài trong khu vực này.

## Lịch sử

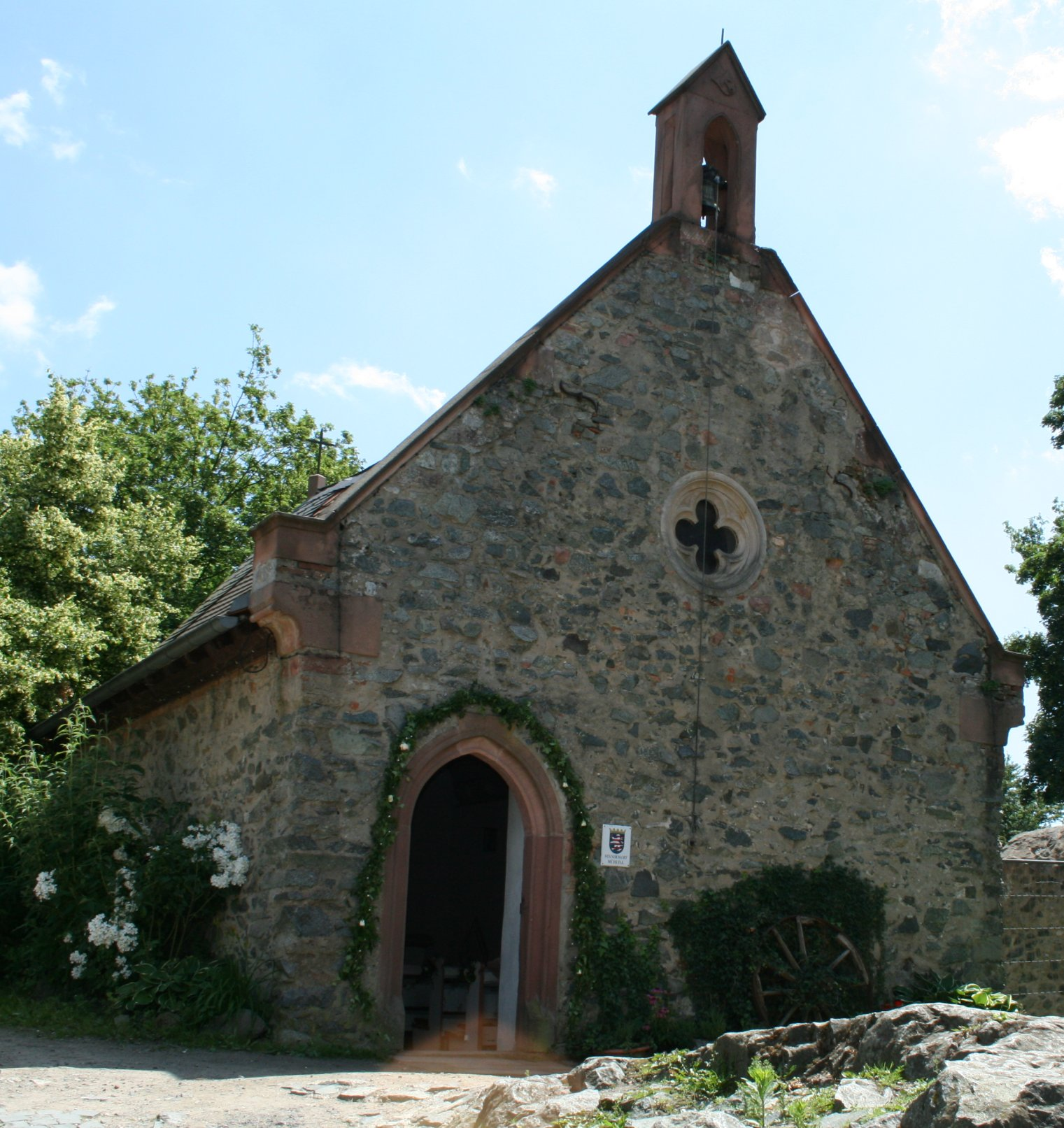
Nhà nguyện lâu đài Frankenstein

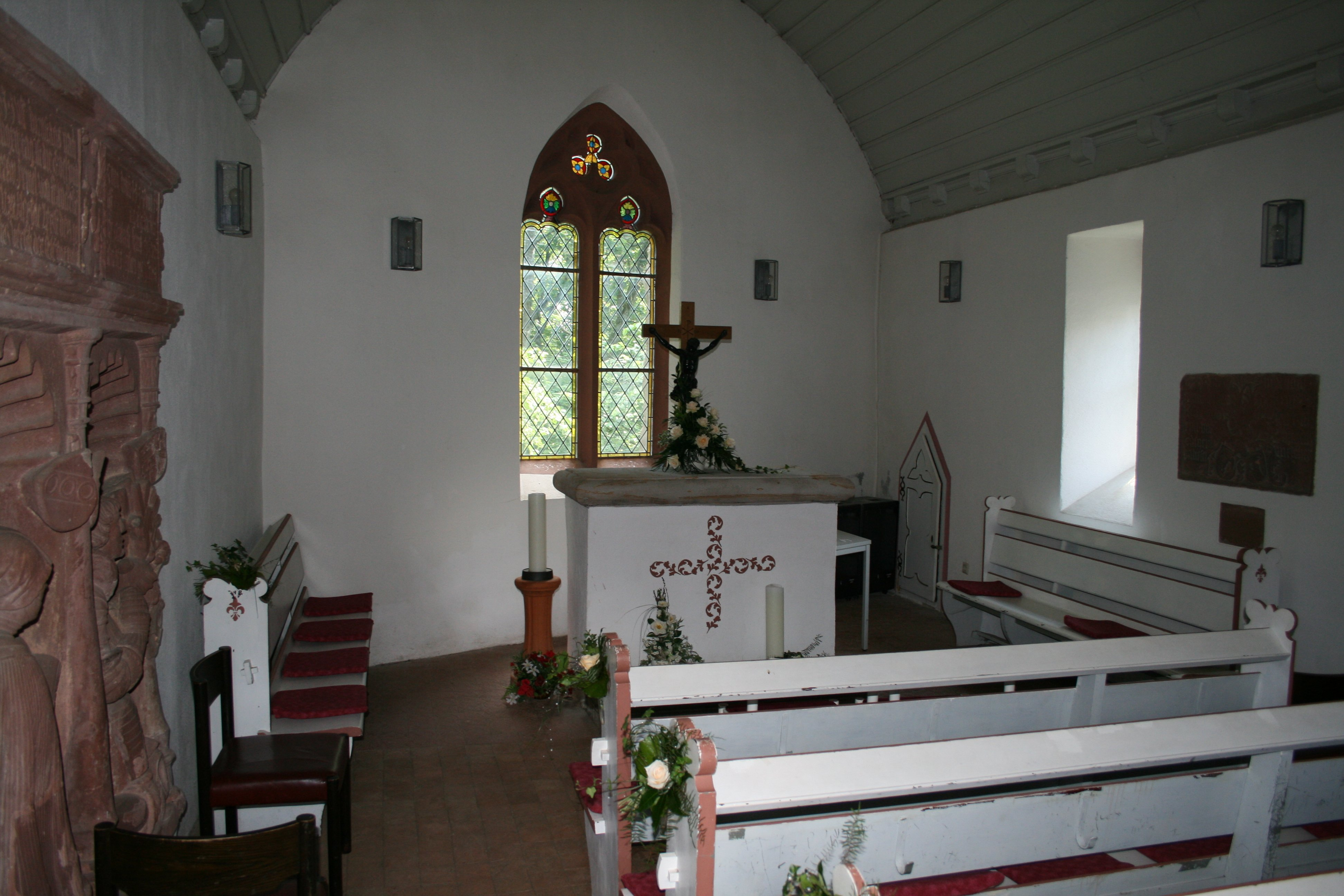
Nội thất nhà nguyện lâu đài Frankenstein

Trước năm 1250, Lãnh chúa Conrad II Reiz của Breuberg cho xây dựng Lâu đài Frankenstein và sau đó tự xưng là von und zu Frankenstein. Các tài liệu đầu tiên chứng minh sự tồn tại của lâu đài vào năm 1252 mang tên của mình. Ông là người sáng lập của Barony hoàng gia tự do của Frankenstein, mà chỉ chịu sự cai trị của hoàng đế, với tài sản ở Nieder-Beerbach, Darmstadt, Ockstadt, Wetterau và Hesse. Ngoài ra, Frankensteins nắm giữ quyền sở hữu và chủ quyền khác như burgrave ở Zwingenberg (Auerbach (Bensheim)), tại Darmstadt, Groß-Gerau, Frankfurt am Main và Bensheim. Ngọn đồi mà lâu đài có thể bị chiếm đóng bởi một lâu đài khác từ thế kỷ thứ 11, rơi vào đống đổ nát sau khi Lâu đài Frankenstein được xây dựng cách đó một quãng ngắn về phía tây bắc. Tuyên bố của một người tiền nhiệm thậm chí cũ hơn trên đồi là phổ biến, nhưng lịch sử không.